# Малави на Светском првенству у атлетици на отвореном 2017.
Малави су учествовали на Светском првенству у атлетици на отвореном 2017. одржаном у Лондону од 4. до 13. августа четрнаести пут. Репрезентацију Малавиа представљао је један такмичар који се такмичио у маратону.,
На овом првенству такмичар Малавиа није освојио ниједну медаљу али је оборио лични рекорд.

## Учесници
Мушкарци :
- Happy Ndacha Mchelenje — Маратон

## Резултати

### Мушкарци
| Атлетичар              | Дисциплина | Лични рекорд | Квалификације | Квалификације | Полуфинале | Полуфинале | Финале     | Финале        | Детаљи |
| Атлетичар              | Дисциплина | Лични рекорд | Резултат      | Место         | Резултат   | Место      | Резултат   | Место         | Детаљи |
| ---------------------- | ---------- | ------------ | ------------- | ------------- | ---------- | ---------- | ---------- | ------------- | ------ |
| Happy Ndacha Mchelenje | маратон    |              |               |               |            |            | 2:21:39 ЛР | 44 / 71 (100) |        |